# Rémi Fraisse

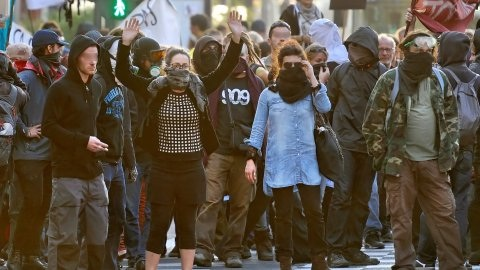
Protestes contra la presa de Sivens l'octubre de 2014

Rémi Fraisse (Tolosa de Llenguadoc, 31 d'agost de 1993 - L'Illa, 26 d'octubre de 2014) fou un activista polític ecologista occità, assassinat als 21 anys per la Gendarmeria francesa amb el llançament d'una granada atordidora la nit del 25 al 26 d'octubre de 2014 a la zona d'obres de la presa d'aigua de Sivens.
En el moment de morir, Rémi Fraisse posseeix un Grau en Gestió i Protecció de la Natura, realitza tasques de voluntariat al sector de la botànica i té una situació laboral precària.
Una altra de les seves aficions principals és la música; Rémi toca la guitarra i el didgeridoo i li agraden el reggae i el blues.

## Resistència contra la presa de Sivens
El projecte de la presa de Sivens compta amb un fort rebuig per part de grups ecologistes i antidesarrollistes.
Prèviament a l'estiu i també al setembre i l'octubre de 2014, la resistència al projecte provoca fins a 56 agents ferits, entre policies i gendarmes, arran de successives manifestacions. La zona de construcció de l'embassament s'anomena Zona a defensar (ZAD) de Testet. Una ZAD consisteix a l'ocupació de terres o zones urbanes, aiguamolls en aquest cas, par tal de defensar la seva conservació en contra de grans projectes especulatius i per mitjà de l'acció directa.
El 25 d'octubre de 2014, una d'aquestes manifestacions acaba amb enfrontaments. Segons la Gendarmeria, entre «100 i 150 anarquistes encaputxats i vestits de negre llancen artefactes incendiaris» i resisteixen l'autoritat mentre que al voltant de dues mil persones es manifesten pacíficament.

### La nit de l'enfrontament fatal
Segons els familiars que estaven al lloc dels fets, poc abans de les dues de la matinada del 26 d'octubre de 2014, el jove Rémi Fraisse decideix juntament amb uns amics seus apropar-se a una brega entre manifestants i forces de l'ordre, només per donar un cop d'ull. Quan hi van arribar, Rémi s'indigna en veure el grau de violència policial exercida contra els manifestants i arrenca a córrer de manera espontània cap al centre de la batussa, on el van perdre de vista.
La nit del 26 d'octubre de 2014, el cos inert de Rémi Fraisse és recollit pels gendarmes, a les 2:00 al lloc dels fets.

## Crisi política i social a França
De seguida s'estén la tesi d'una explosió com a origen de la mort, fet que esdevé una qüestió d'estat.
El 26 d'octubre de 2014, es produeix la primera mostra de solidaritat amb Rémi Fraisse a la localitat més propera de la zona de conflicte, Gaillac, on va tenir lloc una concentració, destrosses i crema de mobiliari urbà quan els manifestants volien dirigir-se cap a la comissaria del poble.

### Primera setmana
Dilluns 27 d'octubre de 2014, la població ret homenatge a Rémi Fraisse arreu de França; les concentracions i manifestacions s'estenen a una vintena de localitats, amb forts aldarulls a Albi, també propera al Testet, i d'altra banda a Nantes, ciutat que arrossega un conflicte contra la construcció de l'aeroport de Notre-Dame-des-Landes des de fa anys. Rennes, amb menys intensitat, també assisteix a barricades i contenidors cremats.
Dimarts 28 d'octubre de 2014, els resultats de les anàlisis tornen a afavorir la tesi del llançament d'una granada atordidora per part de la Gendarmeria francesa com a causa de la mort. El Ministre d'Interior Bernard Cazeneuve anuncia la suspensió cautelar d'aquest tipus d'armes i acusa els ecologistes d'instrumentalitzar la mort del militant. François Hollande fa una crida a la calma i la compassió.
Dimecres 29 d'octubre de 2014, va haver-hi enfrontaments a París, amb més de 200 detinguts, i es repeteixen les mostres de solidaritat a altres ciutats.
Dissabte 1 de novembre de 2014, els aldarulls tornen a Nantes, amb extrema violència, i s'estenen amb intensitat a Tolosa i, en menor grau, a Dijon.
Diumenge 2 de novembre de 2014, el focus de la tensió torna a París, on es produeixen nombroses detencions i es llencen gasos lacrimògens.

### Segona setmana
Dilluns 3 de novembre de 2014, el germà de Wissam El Yamni, assassinat per la Gendarmeria francesa a Clermont-Ferrand el 2012, publica una carta oberta dirigida a la mare de Rémi Fraisse, on qüestiona les seves crides a la calma i la seva confiança en la justícia.
Dijous 6 de novembre de 2014, convocats pel Mouvement Inter Luttes Indépendent i sense el suport de les organitzacions estudiantils majoritàries, els estudiants ocupen una trentena d'instituts a París, dels quals 15 sostenen un bloqueig total. Per altra banda, els aldarulls reapareixen a Lió, amb 18 detinguts. A més, l'alcalde de Carhaix-Plouguer mostra la seva intenció de fer homenatge a Rémi Fraisse posant el seu nom a un carrer d'aquesta localitat.
Divendres 7 de novembre de 2014, una acampada en honor de Rémi és desallotjada de matinada a Rouen i continuen les ocupacions d'instituts a París; segons fonts policials, en aquesta jornada hi ha 20 centres afectats.
Dissabte 8 de novembre de 2014, forts aldarulls esclaten a Tolosa, amb 21 detinguts i un cotxe cremat. Igualment, a Rennes la jornada acaba amb bastant violència. A París torna a haver-hi enfrontaments i gasos lacrimògens. Altres manifestacions discorren sense incidents, amb autorització o sense.

### Tercera setmana
Dilluns 10 de novembre de 2014, es produeixen enfrontaments i nombroses destrosses a una manifestació d'estudiants a Saint-Denis (Sena Saint-Denis), on hi ha 6 instituts bloquejats, mentre que a París els estudiants mantenen un bloqueig total i un altre de parcial.
Dimecres 12 de novembre de 2014, va haver-hi incidents entre estudiants i policia a Saint-Denis (Sena Saint-Denis), Stains i Saint-Ouen (Sena Saint-Denis), comunes situades a la perifèria nord de París, i la Universitat de Rennes 2 roman tancada tot el dia com a resposta institucional a la convocatòria d'una assemblea general per la mort de Rémi Fraisse. A més, el diari Le Monde publica la transcripció de les converses que van tenir els gendarmes al moment d'abatre al jove ecologista, fet del qual informen els mitjans nacionals a causa de la seva gran importància; aquestes demostren que els gendarmes van veure amb dispositius de visió nocturna com el cos del jove queia a terra i, en conseqüència, van deixar de llançar granades; en canvi, el comunicat oficial feia veure que el cos va ser trobat per atzar al mig d'una patrulla, i qüestionava el vincle entre la mort del jove i els enfrontaments. L'atenció mediàtica recau per tant sobre Bernard Cazeneuve, responsable del comunicat i acusat de mentir.